# Igreja Paroquial de Santa Margarida de Peroguarda
A Igreja Paroquial de Santa Margarida de Peroguarda, igualmente conhecida como Igreja Paroquial de Peroguarda, é um edifício religioso na aldeia de Peroguarda, no concelho de Ferreira do Alentejo, em Portugal.

## Descrição e história
A igreja está situada na Praça Francisco Gonçalves Pereira, em Peroguarda.
A freguesia da Peroguarda foi fundada em data desconhecida, embora já existem referências à sua presença no século XV. A Igreja em si foi fundada antes de 1534, data em que foi visitada pelo Cardeal D. Afonso. O edifício sofreu várias alterações, sendo os vestígios mais antigos uma capela do Rosário, e uma pia baptismal adquirida aquando da visita de 1534.